# Nathalie Desmares
Nathalie Desmares (* 18. Mai 1972 in L’Aigle) ist eine ehemalige französische Snowboarderin.

## Werdegang
Desmares wurde bei den Snowboard-Weltmeisterschaften 1997 in Innichen Achte im Riesenslalom und nahm im Februar 1997 in Yakebitaiyama erstmals am Snowboard-Weltcup der FIS teil, wobei sie die Plätze 34 und 33 im Riesenslalom errang. In der Saison 1997/98 kam sie bei ihrer ersten Olympiateilnahme im Februar 1998 in Nagano auf den 17. Platz im Riesenslalom und erreichte mit Platz drei im Parallel-Riesenslalom in Les Gets ihre erste Podestplatzierung sowie Top-Zehn-Platzierung im Weltcup. In der folgenden Saison fuhr sie mit Platz drei im Riesenslalom in Park City erneut im Weltcup aufs Podest und belegte bei den Snowboard-Weltmeisterschaften 1999 in Berchtesgaden den 14. Platz im Parallel-Riesenslalom sowie den siebten Rang im Riesenslalom. Nach einem zweiten Platz sowie zwei ersten Plätzen beim South American Cup zu Beginn der Saison 2000/01, errang sie mit sieben Top-Zehn-Platzierungen, darunter Platz drei im Snowboardcross in Sapporo sowie Rang zwei im Riesenslalom in Schönried jeweils den zehnten Platz im Gesamtweltcup und Snowboardcross-Weltcup sowie den siebten Rang im Riesenslalom-Weltcup. Beim Saisonhöhepunkt, den Snowboard-Weltmeisterschaften 2001 in Madonna di Campiglio, belegte sie den 25. Platz im Parallel-Riesenslalom und den siebten Rang im Snowboardcross. Im folgenden Jahr errang sie im Weltcup meist Platzierungen außerhalb der ersten Zehn. Bei den Snowboard-Weltmeisterschaften 2007 in Arosa fuhr sie auf den 28. Platz im Parallel-Riesenslalom sowie auf den 23. Rang im Parallelslalom und bei den Snowboard-Weltmeisterschaften 2009 in Gangwon auf den 43. Platz im Parallelslalom sowie auf den achten Rang im Parallel-Riesenslalom. Zudem wurde sie im April 2008 französische Meisterin im Parallel-Riesenslalom.
In der Saison 2009/10 kam Desmares im Weltcup dreimal unter den ersten Zehn, darunter Platz drei im Stoneham sowie Rang zwei im Parallel-Riesenslalom in Chiesa in Valmalenco und errang damit den 24. Platz im Gesamtweltcup und den 13. Rang im Parallel-Weltcup. Beim Saisonhöhepunkt, den Olympischen Winterspielen 2010 in Vancouver, belegte sie den 18. Platz im Parallel-Riesenslalom. In der Saison 2010/11 und 2011/12 kam sie jeweils auf den 21. Platz im Parallel-Weltcup. Zudem wurde sie im März 2011 erneut französische Meisterin im Parallel-Riesenslalom und siegte in der Saison 2010/11 viermal im Europacup, womit sie den sechsten Platz in der Parallel-Wertung errang. Bei den Snowboard-Weltmeisterschaften 2011 in La Molina belegte sie den 16. Platz im Parallelslalom und den siebten Rang im Parallel-Riesenslalom. In der Saison 2012/13 kam sie mit Platz acht im Parallel-Riesenslalom in Arosa letztmals im Weltcup unter die ersten Zehn und bei den Snowboard-Weltmeisterschaften 2013 im Stoneham auf den 32. Platz im Parallelslalom sowie auf den 20. Rang im Parallel-Riesenslalom. In der folgenden Saison wurde sie mit acht Top-Zehn-Platzierungen, darunter zwei dritte Plätze, Vierte in der Parallel-Wertung des Europacups. Ihren 203. und damit letzten Weltcup absolvierte sie im Januar 2018 in Rogla, welchen sie auf dem 44. Platz im Parallel-Riesenslalom beendete.

## Teilnahmen an Weltmeisterschaften und Olympischen Winterspielen

### Olympische Spiele
- 1998 Nagano: 17. Platz Riesenslalom
- 2010 Vancouver: 18. Platz Parallel-Riesenslalom

### Snowboard-Weltmeisterschaften
- 1997 Innichen: 8. Platz Riesenslalom
- 1999 Berchtesgaden: 7. Platz Riesenslalom, 14. Platz Parallel-Riesenslalom
- 2001 Madonna di Campiglio: 7. Platz Snowboardcross, 14. Platz Parallel-Riesenslalom
- 2007 Arosa: 23. Platz Parallelslalom, 28. Platz Parallel-Riesenslalom
- 2009 Gangwon: 8. Platz Parallel-Riesenslalom, 43. Platz Parallelslalom
- 2011 La Molina: 7. Platz Parallel-Riesenslalom, 16. Platz Parallelslalom
- 2013 Stoneham: 20. Platz Parallel-Riesenslalom, 32. Platz Parallelslalom

## Weltcup-Gesamtplatzierungen
| Saison    | Gesamt | Gesamt | Parallel | Parallel | Parallel-Riesenslalom | Parallel-Riesenslalom | Parallelslalom | Parallelslalom | Snowboardcross | Snowboardcross |
| Saison    | Punkte | Platz  | Punkte   | Platz    | Punkte                | Platz                 | Punkte         | Platz          | Punkte         | Platz          |
| --------- | ------ | ------ | -------- | -------- | --------------------- | --------------------- | -------------- | -------------- | -------------- | -------------- |
| 1996/97   | 16     | 127.   | –        | –        | –                     | –                     | –              | –              | –              | –              |
| 1997/98   | 124    | 68.    | –        | –        | –                     | –                     | –              | –              | –              | –              |
| 1998/99   | 219    | 45.    | –        | –        | –                     | –                     | –              | –              | –              | –              |
| 1999/2000 | 310    | 32.    | 1020     | 22.      | 1020                  | 22.                   | –              | –              | 170            | 50.            |
| 2000/01   | 668    | 10.    | –        | –        | –                     | –                     | 879            | 30.            | 2240           | 10.            |
| 2001/02   | 70     | 31.    | –        | –        | 591                   | 34.                   | 232            | 40.            | 200            | 46.            |
| 2003/04   | –      | –      | 134      | 54.      | –                     | –                     | –              | –              | –              | –              |
| 2004/05   | –      | –      | 672      | 35.      | –                     | –                     | –              | –              | –              | –              |
| 2005/06   | 766    | 82.    | 766      | 32.      | –                     | –                     | –              | –              | –              | –              |
| 2006/07   | 447    | 78.    | 447      | 34.      | –                     | –                     | –              | –              | –              | –              |
| 2007/08   | 1294   | 51.    | 1294     | 26.      | –                     | –                     | –              | –              | –              | –              |
| 2008/09   | 874    | 74.    | 874      | 29.      | –                     | –                     | –              | –              | –              | –              |
| 2009/10   | 2282   | 24.    | 2282     | 13.      | –                     | –                     | –              | –              | –              | –              |
| 2010/11   | –      | –      | 1470     | 21.      | –                     | –                     | –              | –              | –              | –              |
| 2011/12   | –      | –      | 1240     | 21.      | –                     | –                     | –              | –              | –              | –              |
| 2012/13   | –      | –      | 930      | 23.      | 820                   | 19.                   | 218            | 26.            | –              | –              |
| 2013/14   | –      | –      | 236      | 37.      | 78                    | 37.                   | 158            | 31.            | –              | –              |
| 2014/15   | –      | –      | 232      | 39.      | 120                   | 38.                   | 112            | 38.            | –              | –              |
| 2015/16   | –      | –      | 90       | 44.      | 90                    | 33.                   | –              | –              | –              | –              |
| 2016/17   | –      | –      | 115,7    | 42.      | 79,7                  | 43.                   | 36             | 40.            | –              | –              |
| 2017/18   | –      | –      | 34,9     | 59.      | 34,9                  | 54.                   | –              | –              | –              | –              |